# ボストン公共図書館
ボストン公共図書館（The Boston Public Library, BPL）は、アメリカ合衆国のボストンに所在する市立の公共図書館。1848年創設の歴史をもち、アメリカ最古の公立図書館であり、かつ公衆に対して無料で公開される、史上最初の近代的公共図書館である。
ボストン市によって運営されるボストン市民のための図書館であるが、マサチューセッツ州全体の第二線図書館（地域の中小規模図書館をバックアップする大規模図書館）としての機能も有しており、州の住民全ての人が利用できる。
施設構成は、コプリー広場の中央館のほかに26の分館を有し、約610万冊の一般図書に加えて約120万冊の貴重書、手稿本などを所蔵する。重要な所蔵資料としては、シェイクスピアの初版本や、ジョン・アダムスの個人コレクションなどがある。

## 歴史
最古の公立図書館であるボストン公共図書館の創立の前提には、ボストン市では近代初期にボストン・アセニアム図書館、ボストン商人図書館などの会員制の私立図書館が発展していたことがあった。19世紀前半の早い時期から、これら市内の各種図書館を組織的に統合し、会員制ではなく市民が自由に利用することのできる図書館の設立を求める声があがり、1848年に至ってボストン市は新たに市立図書館の設立を決め、マサチューセッツ州議会に働きかけてボストン市の会計から維持管理費を支出する公共図書館を設置する州法を制定させた。これを受けて1854年、ボストン公共図書館がメイスン通りの女子校の校舎内において公開され、閲覧および貸出のサービスを開始した。
開館時にボストン公共図書館が定めた資料の整備に関する基本方針、すなわち事典などの参考図書や貴重書、そして蓄積の重要な雑誌は貸し出さず、多数の利用者が利用を希望する一般書は希望の状況に応じて複本を多数用意し貸出などの利用に備えるという原則や、自治体の全ての住民に対して貸出を含むサービスを行うという理念などは、その後の公立の公共図書館の設立・運営に対して大きな影響を与えた。
1858年に女子校の間借りを離れて新館に移ったボストン公共図書館は、蔵書冊数を急速に増やして米国議会図書館に次ぐアメリカ第2位の図書館となった。また、ボストン商人図書館など先行するいくつかの図書館を吸収し、複数の分館をもつ大規模な公共図書館に発展した。
1895年にはコプリー広場とボイルストン通りに面した場所に現在の館舎を建設した。この館舎には1972年に現代建築の増築部分が加えられ、5万平方メートルの面積をもつに至っている。